# Allomorphia curtisii
Allomorphia curtisii là một loài thực vật có hoa trong họ Mua. Loài này được (King) Ridl. mô tả khoa học đầu tiên năm 1911.